# Casa de Sajonia-Coburgo y Gotha
La Casa de Sajonia-Coburgo y Gotha (en alemán: Haus von Sachsen-Coburg und Gotha) es una dinastía alemana, la línea sajona de la Casa de Wettin que gobernó los ducados ernestinos, incluyendo el ducado de Sajonia-Coburgo y Gotha.
Fundada por Ernesto I, el sexto duque de Sajonia-Coburgo-Saalfeld, es también la casa real de varias monarquías europeas y ramas reinantes en la actualidad en Bélgica, a través de los descendientes de Leopoldo I, y en el Reino Unido a través de los descendientes del príncipe Alberto, esposo de la reina Victoria. Debido al sentimiento germanófobo en Gran Bretaña durante la Primera Guerra Mundial, Jorge V renombró esta rama de Sajonia-Coburgo-Gotha como «Windsor» en 1917.

## Historia
El primer duque de Sajonia-Coburgo-Gotha fue Ernesto I, quien reinó desde 1826 hasta su muerte en 1844. Anteriormente había sido duque de Sajonia-Coburgo-Saalfeld (como Ernesto III) desde 1806 hasta que el ducado fue reorganizado en 1826. Leopoldo, el hermano menor de Ernesto, se convirtió en Rey de los Belgas en 1831, y sus descendientes continúan sirviendo como cabezas del Estado belga. La única hija de Leopoldo, la princesa Carlota de Bélgica, fue consorte de Maximiliano I de México, conocida como Emperatriz Carlota de México, entre 1863 y 1867. El sobrino de Ernesto, Fernando II de Portugal, se casó con la reina María II de Portugal, y sus descendientes continuaron gobernando Portugal hasta que el país se convirtió en una república en 1910.
El segundo hijo de Ernesto I, el príncipe Alberto, se casó con la reina Victoria del Reino Unido en 1840, siendo así el progenitor de la actual familia real británica, llamada Windsor desde la I Primera Guerra Mundial.
En 1826, una rama menor de la casa heredó el Estado principesco húngaro de Koháry y se convirtió al catolicismo. Sus miembros se casaron con una princesa imperial de Brasil, una archiduquesa de Austria, una princesa real belga y una princesa real de Sajonia. Un descendiente de esta rama, Fernando, se convirtió primero en príncipe y después en zar de Bulgaria, y sus descendientes continuaron gobernando ahí hasta 1946. El actual jefe de la Casa de Bulgaria, el antiguo zar Simeón II que fue depuesto y exiliado durante la II Guerra Mundial, utiliza el nombre de Simeon Sakskoburggotski y sirvió como Primer ministro de Bulgaria de 2001 a 2005.
La casa ducal consistió en los descendientes por línea masculina de Juan Ernesto de Sajonia-Coburgo-Saalfeld. De acuerdo con las Leyes de la Casa de Wettin, el nombre completo del duque era:
Wir, Ernst, Herzog zu Sachsen-Coburg und Gotha, Jülich, Cleve und Berg, auch Engern und Westphalen, Landgraf in Thüringen, Markgraf zu Meißen, gefürsteter Graf zu Henneberg, Graf zu der Mark und Ravensberg, Herr zu Ravenstein und Tonna usw.
Nos, Ernesto, Duque de Sajonia-Coburgo-Gotha, Jülich, Cléveris y Berg, también Angria y Westfalia, Landgrave en Turingia, Margrave de Meissen, Príncipe Conde de Henneberg, Conde de la Mark y Ravensberg, Señor de Ravenstein y Tonna, etcétera.

## Casas Reales de Sajonia-Coburgo-Gotha

### Rama Ducal

#### Duques, 1826-1918
- Ernesto I (1826-1844)
- Ernesto II (1844-1893)
- Alfredo I (1893-1900)
- Carlos Eduardo I (1900-1918)

#### Jefes de la casa desde 1918
- Carlos Eduardo I (1918-1954)
- Federico Josías (1954-1998)
- Andrés Miguel (1998-2025)
- Humberto Miguel (2025-actualmente)

### Reinantes

#### Casa Real de Bélgica
- Leopoldo I (1831-1865)
- Leopoldo II (1865-1909)
- Alberto I (1909-1934)[1]
- Leopoldo III (1934-1951)
- Balduino (1951-1993)
- Alberto II (1993- 2013)
- Felipe (2013-presente)

#### Casa Real del Reino Unido
- Alberto, príncipe consorte (1840-1861)
- Eduardo VII (1901-1910)
- Jorge V (1910-1936)[2]

### Nominales

#### Antigua Casa Real de Bulgaria
- Fernando I (1887-1918)
- Boris III (1918-1943)
- Simeón II (1943-1946)[3]

#### Antigua Casa Real de Portugal
- Fernando II (1837-1853)[4]
- Pedro V (1853-1861)
- Luis I (1861-1889)
- Carlos I (1889-1908)
- Manuel II (1908-1910)

#### Antigua Casa Real de México
- Carlota de México (1864-1867)